# Pycnophallium manovus
Pycnophallium manovus är en fjärilsart som beskrevs av Hans Fruhstorfer 1918. Pycnophallium manovus ingår i släktet Pycnophallium och familjen juvelvingar. Inga underarter finns listade.